# Debre Zejit
Debre Zejit (Geez: ደብረ ዘይት, oromifski: Bišoftu) je grad u središnjoj Etiopiji. Nalazi se u Zoni Misrak Šoa u Regiji Oromija, oko 44 km jugoistočno od Adis Abebe. Grad leži na 1920 metara nadmorske visine. Upravno je sjedište worede Adva Čukala.

## Povijest
Debre Zejit se kao grad razvio tek nakon Drugog svjetskog rata, iz sela  Bišoftu (do 1955. tako se i zvao). Naselje se počelo razvijati kad je talijansko poduzeće Azienda Agraria di Biscioftu dell'Opera Nazionale per i Combattenti na zemljištu od 15,000 ha, koje je inače bilo posjed cara Haile Selasija započelo izgradnju eksperimentalnog poljoprivrednog dobra 9. prosinca 1937. Za potrebe dobra izgrađeno je manje stambeno naselje s upravnim i gospodarskim zgradama.
Nakon Drugog svjetskog rata Debre Zejit je odabran za sjedište obuke etiopskog zrakoplovstva, 1946. došla je prva skupina od 19 švedskih instruktora pod vodsvom grofa Carla Gustafa von Rosena. Uz njihovu pomoć izgrađeni su objekti Centra za obuku pilota.
Nakon toga je 1956. uz veliku pomoć švedskih, norveških i njemačkih Evangeličkih misionara utemeljena Srednja škola (Evangelical College), a 1958. Viša tehnička škola, te 1963. i Veterinarska škola uz pomoć Ujedinjenih nacija.
U Debre Zejitu je car Haile Selasije, podigao svoj ljetnikovac koji se zvao Fairfield.

## Stanovništvo
Prema podacima Središnje statističke agencije Etiopije -(CSA) za 2005., Debre Zejit je imao 131,159 stanovnika, od toga 64,642 muškaraca i 66,517 žena.
Tri najveće etničke grupe u gradu su; Amharci (42.86%), Oromci (39.4%), Gurage (8.3%), sve ostale etničke grupe imaju 9.44%% stanovništva. amharski kao materinski jezik govori 71.95%, oromifu govori 20.12% a ostatak od 7.93% ostale manje jezike. Najveći broj žitelja grada su vjernici Etiopske tevahedo Crkve, njih 87.87%, 6.93% suprotestanti a 4.02% su katolici.

## Gospodarstvo
Najveći gospodarski objekt u gradu je Tvornica Gafat, koja proizvodi oružje i opremu za Etiopske oružane snage (između ostalog i automatsku jurišnu pušku AK-47 po sovjetskoj licenci). Ostali značajni pogoni u gradu su; Tvornica brašna i tjestenine Ada, Pasqua Giuseppe PLC, Tvornica kože Salmida, Ratson i Winrock International Ethiopia.
Od 1953. u gradu djeluje Etipski Institut za poljoprivredu
Grad ima veliku zračnu luku - Harar Meda (ICAO kod HAHM, IATA kod QHR) koja je sjedište Etiopskog ratnog zrakoplovstva.

## Znamenitosti
Debre Zejit je zbog ugodne klime i lijepe okolice, poznato etiopsko ljetovalište, u samom gradu nalazi se pet vulkanskih jezera: Bišoftu, Hora (poznato ljubiteljima vodenih sportova i ptica), Bišoftu Guda, Koriftu i sezonsko jezero Čeleklaka.
Pored grada nalazi se planina Jerer, sa svojim jezerima Zeleni Krater i Hora Kiloli.

## Vanjske poveznice
- Debre Zejit na portalu TravelPod[neaktivna poveznica]
- Fotografije iz Debre Zejita